# Michael Hilgers
Michael Hilgers (ur. 6 sierpnia 1966 w Mönchengladbach) – niemiecki hokeista na trawie, dwukrotny medalista olimpijski.
Urodził się w RFN i do zjednoczenia Niemiec reprezentował barwy tego kraju. Brał udział w dwóch igrzyskach (IO 88, IO 92), na obu zdobywał medale. W barwach RFN srebro, a w 1992 -–po zjednoczeniu – złoto. W obu turniejach zdobył siedem bramek.